# جينسترا
جينسترا (بالإيطالية: Ginestra)‏ هي بلدية في مقاطعة بوتنسا في إقليم بازيليكاتا الإيطالي.

## السكان
في سنة 1861 بلغ عدد السكان 899 نسمة، وتطور العدد ليصل في سنة 2011 لـ 741 نسمة.
يظهر هذا المخطط البياني تطور النمو السكاني لـ جينسترا